# Бокс на літніх Азійських іграх 2014
Змагання з боксу на Азійських іграх 2014 року пройшли у місті Інчхон з 24 вересня по 3 жовтня 2014 року в десяти категоріях серед чоловіків і трьох категоріях серед жінок.

## Медалісти

### Чоловіки
| Категорія | Золото                          | Срібло                 | Бронза                    |
| --------- | ------------------------------- | ---------------------- | ------------------------- |
| 49 кг     | Сін Джон Хун (KOR)              | Біржан Жакипов (KAZ)   | Турат Осмонов (KGZ)       |
| 49 кг     | Сін Джон Хун (KOR)              | Біржан Жакипов (KAZ)   | Марк Баррига (PHI)        |
| 52 кг     | Ільяс Сулейменов (KAZ)          | Шахобідін Зоїров (UZB) | Мухаммед Васім (PAK)      |
| 52 кг     | Ільяс Сулейменов (KAZ)          | Шахобідін Зоїров (UZB) | Шота Хаяшида (JAP)        |
| 56 кг     | Хам Сан Мьон (KOR)              | Чжан Цзявей (CHN)      | Кайрат Єралієв (KAZ)      |
| 56 кг     | Хам Сан Мьон (KOR)              | Чжан Цзявей (CHN)      | Маріо Фернандес (PHI)     |
| 60 кг     | Доржнямбуугийн Отгондалай (MGL) | Чарлі Суарес (PHI)     | Сімідзу Сатосі (JAP)      |
| 60 кг     | Доржнямбуугийн Отгондалай (MGL) | Чарлі Суарес (PHI)     | Обада Аль-Касбех (JOR)    |
| 64 кг     | Вуттічай Масук (THA)            | Лім Хюн Чул (KOR)      | Азіт Бебітов (TKM)        |
| 64 кг     | Вуттічай Масук (THA)            | Лім Хюн Чул (KOR)      | Каваті Масацугу (JAP)     |
| 69 кг     | Даніяр Єлеусінов (KAZ)          | Ісроїл Мадримов (UZB)  | Сердар Худайбердиєв (TKM) |
| 69 кг     | Даніяр Єлеусінов (KAZ)          | Ісроїл Мадримов (UZB)  | Апічет Саєнсіт (THA)      |
| 75 кг     | Жанібек Алімханули (KAZ)        | Одаі Аль-Хіндаві (JOR) | Вікас Крішан Ядав (IND)   |
| 75 кг     | Жанібек Алімханули (KAZ)        | Одаі Аль-Хіндаві (JOR) | Вілфредо Лопес (PHI)      |
| 81 кг     | Адільбек Ніязимбетов (KAZ)      | Кім Хьон Гю (KOR)      | Ойбек Мамазулунов (UZB)   |
| 81 кг     | Адільбек Ніязимбетов (KAZ)      | Кім Хьон Гю (KOR)      | Ехсан Рузбахані (IRI)     |
| 91 кг     | Антон Пінчук (KAZ)              | Алі Мазахері (IRI)     | Іхаб Аль-Матбулі (JOR)    |
| 91 кг     | Антон Пінчук (KAZ)              | Алі Мазахері (IRI)     | Пак Нам Хьон (KOR)        |
| +91 кг    | Іван Дичко (KAZ)                | Джасем Делаварі (IRI)  | Сатіш Кумар (IND)         |
| +91 кг    | Іван Дичко (KAZ)                | Джасем Делаварі (IRI)  | Мірзохід Абдуллаєв (UZB)  |

### Жінки
| Категорія | Золото             | Срібло                  | Бронза                          |
| --------- | ------------------ | ----------------------- | ------------------------------- |
| 51 кг     | Мері Ком (IND)     | Жайна Шекербекова (KAZ) | Мягмардуламін Нандінцецег (MGL) |
| 51 кг     | Мері Ком (IND)     | Жайна Шекербекова (KAZ) | Ле Тхі Бенг (VIE)               |
| 60 кг     | Їнь Цзюньхуа (CHN) | Пак Джин А (KOR)        | Саріта Деві Лаішрам (IND)       |
| 60 кг     | Їнь Цзюньхуа (CHN) | Пак Джин А (KOR)        | Лю Тхі Дуєн (VIE)               |
| 75 кг     | Чен Ун Ху (PRK)    | Лі Цянь (CHN)           | Марина Вольнова (KAZ)           |
| 75 кг     | Чен Ун Ху (PRK)    | Лі Цянь (CHN)           | Пуджа Рані (IND)                |

## Медальний залік
| Місце   | Країна         | Золото | Срібло | Бронза | Загалом |
| ------- | -------------- | ------ | ------ | ------ | ------- |
| 1       | Казахстан      | 6      | 2      | 2      | 10      |
| 2       | Південна Корея | 2      | 3      | 1      | 6       |
| 3       | КНР            | 1      | 2      | 0      | 3       |
| 4       | Індія          | 1      | 0      | 4      | 5       |
| 5       | Монголія       | 1      | 0      | 1      | 2       |
| 5       | Таїланд        | 1      | 0      | 1      | 2       |
| 7       | Північна Корея | 1      | 0      | 0      | 1       |
| 8       | Узбекистан     | 0      | 2      | 2      | 4       |
| 9       | Іран           | 0      | 2      | 1      | 3       |
| 10      | Філіппіни      | 0      | 1      | 3      | 4       |
| 11      | Йорданія       | 0      | 1      | 2      | 3       |
| 12      | Японія         | 0      | 0      | 3      | 3       |
| 13      | В'єтнам        | 0      | 0      | 2      | 2       |
| 13      | Туркменістан   | 0      | 0      | 2      | 2       |
| 15      | Киргизстан     | 0      | 0      | 1      | 1       |
| 15      | Пакистан       | 0      | 0      | 1      | 1       |
| Загалом | Загалом        | 13     | 13     | 26     | 52      |